# Quận Rock, Minnesota
Quận Rock là một quận Minnesota, Hoa Kỳ. Quận lỵ đóng ở Luverne6. Theo điều tra dân số năm 2000 của Cục Thống kê Dân số Hoa Kỳ, quận có dân số 9721 người 2.

## Địa lý
Theo Cục Thống kê Dân số Hoa Kỳ, quận có diện tích tổng cộng 1251 km2, trong đó có 1 km2 là diện tích mặt nước.

### Quận giáp ranh
- Quận Pipestone (bắc)
- Quận Murray (đông bắc)
- Quận Nobles (đông)
- Quận Lyon, Iowa (nam)
- Quận Minnehaha, South Dakota (tây)
- Quận Moody, South Dakota (tây bắc)

### Xa lộ
| - Interstate 90 - U.S. Highway 75 - Minnesota State Highway 23 - Minnesota State Highway 269 | - Minnesota State Highway 270 |

## Thông tin nhân khẩu
Theo điều tra dân số 2 năm 2000, đã có 9.721 người, 3.843 hộ gia đình, và 2.705 gia đình sống trong quận hạt. Mật độ dân số là 20 người trên một dặm vuông (8/km ²). Có 4.137 đơn vị nhà ở với mật độ trung bình là 9 trên một dặm vuông (3/km ²). Cơ cấu chủng tộc của quận đã được 97,27% người da trắng, 0,53% da đen hay Mỹ gốc Phi, 0,43% người Mỹ bản xứ, 0,62% châu Á, Thái Bình Dương 0,02%, 0,53% từ các chủng tộc khác, và 0,59% từ hai hoặc nhiều chủng tộc. 1,28% dân số là người Hispanic hay Latino thuộc một chủng tộc nào. 41,4% là gốc Đức, gốc Hà Lan 23,8% và 16,5% gốc Na Uy theo điều tra dân số năm 2000.

There điều tra dân số Hoa Kỳ đã được 3.843 hộ, trong đó 31,30% có trẻ em dưới 18 tuổi sống chung với họ, 62,10% là đôi vợ chồng sống với nhau, 5,50% có một chủ hộ nữ với chồng không có mặt, và 29,60% là các gia đình không. 27,00% hộ gia đình đã được tạo ra từ các cá nhân và 15,70% có người sống một mình 65 tuổi hoặc lớn tuổi hơn là người. Cỡ hộ trung bình là 2,47 và cỡ gia đình trung bình là 3.01.
Trong quận độ tuổi dân số được trải ra với 26,30% dưới độ tuổi 18, 7,20% 18-24, 24,10% 25-44, 22,00% từ 45 đến 64, và 20,40% từ 65 tuổi trở lên người. Độ tuổi trung bình là 40 năm. Đối với mỗi 100 nữ có 97,60 nam giới. Đối với mỗi 100 nữ 18 tuổi trở lên, đã có 93,00 nam giới.
Thu nhập trung bình cho một hộ gia đình trong quận đạt 38.102 USD, và thu nhập trung bình cho một gia đình là44.296 USD. Phái nam có thu nhập trung bình $ 28.776 so với 22.166 USD cho phái nữ. Thu nhập bình quân đầu người là 17.411 USD. Có 5,50% gia đình và 8,00% dân số sống dưới mức nghèo khổ, trong đó có 8,10% những người dưới 18 tuổi và 8,90% của những người 65 tuổi hoặc hơn.